# The Legend of Zelda: Majora’s Mask
The Legend of Zelda: Majora’s Mask (jap. ゼルダの伝説 ムジュラの仮面 Zeruda no Densetsu Mujura no Kamen; z ang. Legenda Zeldy: Maska Majory) – przygodowa gra akcji wyprodukowana i wydana w 2000 roku przez Nintendo na konsolę Nintendo 64. Jest to część serii The Legend of Zelda. W pierwszym tygodniu w Japonii sprzedano 314 000 kopii, w sumie na świecie sprzedano 3 mln egzemplarzy gry. Tytuł wydano również na konsolę GameCube w edycji kolekcjonerskiej The Legend of Zelda: Collector's Edition, a także na Wii.
W roku 2015 gra została wydana na platformie Nintendo 3DS. W grze została podniesiona rozdzielczość, dodana obsługa stereoskopowego 3D, oraz dodane zostały pomniejsze zmiany usprawniające i ubarwiające rozgrywkę.

## Fabuła
Gra opowiada o przygodach Linka, długouchego chłopca, którego koń zostaje porwany przez leśnego stwora – Skull Kida. Bohater podąża za nim, aż trafia do wielkiej krainy zwanej Termina, która stanęła w obliczu apokalipsy – wielkiej zagłady, która nieuchronnie się zbliża. Skull Kid skradł Maskę Majory, która posiada wielką moc, a w niepowołanych rękach może powodować wiele złego. Zadaniem Linka będzie powstrzymanie wielkiego antagonisty przed unicestwieniem Clock Town.

## Muzyka
Muzykę do gry skomponowali Kōji Kondō i Toru Minegishi. W dużym stopniu jest to przerobiona muzyka z The Legend of Zelda: Ocarina of Time. Została wydana 23 czerwca 2000 roku na dwóch płytach CD i składa się z 112 utworów.